# Обыкновенный нырковый буревестник
Обыкновенный нырковый буревестник (лат. Pelecanoides urinatrix) — вид птиц из семейства буревестниковых (Procellariidae).
Трубконосая птица, обитающая в южной Австралии, Новой Зеландии и на прилегающих островах. Длина тела — 20—25 см, размах крыльев — 33—38 см. Великолепно плавает и ныряет, в толще воды перемещается, работая крыльями.